# Châtelperronien
Het Châtelperronien (ca. 45.000 - 40.000 v.Chr.) was de vroegste industrie van het initieel laatpaleolithicum in Midden- en Zuid-Frankrijk en Noord-Spanje. Het is genoemd naar de vindplaats la Grotte des Fées in Châtelperron, in het departement Allier.
Kenmerkend is de productie van klingen. De industrie lijkt te zijn ontstaan uit de eerdere Moustérien-industrie van de neanderthalers, want er werd gewerkt met Levalloiskernen. Een graf van een neanderthaler bij Saint-Césaire en moderne menselijke resten bij d'Arcy-sur-Cure ondersteunen de these dat de cultuur ontstond na de komst van de eerste moderne mensen en hun interactie met neanderthalers.
De industrie werd gekenmerkt door getande stenen werktuigen en door een typisch vuurstenen mes met een enkele snijrand en een botte, gebogen achterkant. Er kunnen ook sieraden gemaakt zijn, en dat gegeven is gebruikt om theorieën over het geestelijke niveau van de neanderthalers te ondersteunen. Of de neanderthalers deze vernieuwingen hebben afgekeken van de moderne mensen of ze zelf hebben bedacht is nog onderwerp van discussie, maar sommige vondsten geven de neanderthaler aan als de vernieuwer.
Het Châtelperronien werd verdrongen door de Aurignacien-industrie.